# Olympische Sommerspiele 2008/Leichtathletik – 10.000 m (Frauen)

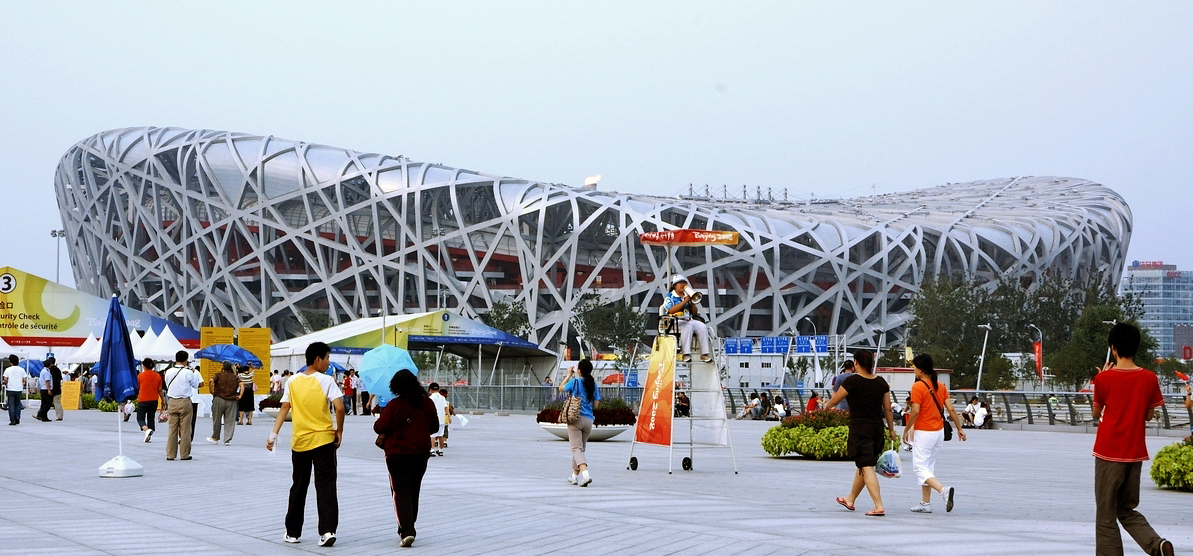
Das Vogelnest – Olympiastadion von Peking

Der 10.000-Meter-Lauf bei den Olympischen Spielen 2008 in Peking wurde am 15. August 2008 im Nationalstadion ausgetragen. Olympiasiegerin wurde die Äthiopierin Tirunesh Dibaba, Silber ging an Shalane Flanagan aus den Vereinigten Staaten, und Bronze errang die Kenianerin Linet Chepkwemoi Masai. Insgesamt 31 Athletinnen nahmen teil, 27 von ihnen erreichten das Ziel, zwei wurden wegen Dopings nachträglich disqualifiziert – siehe unten, Abschnitt "Doping".

## Aktuelle Titelträgerinnen
| Olympiasiegerin 2004                      | Xing Huina ( Volksrepublik China)                 | 30:24,36 min                                      | Athen 2004          |
| Weltmeisterin 2007                        | Tirunesh Dibaba ( Äthiopien)                      | 31:55,31 min                                      | Ōsaka 2007          |
| Europameisterin 2006                      | Inga Abitowa ( Russland)                          | 30:31,42 min                                      | Göteborg 2006       |
| Panamerikanische Meisterin 2007           | Sara Slattery ( USA)                              | 32:54,41 min                                      | Rio de Janeiro 2007 |
| Zentralamerika- und Karibikmeisterin 2008 | Bertha Sánchez ( Kolumbien)                       | 35:16,36 min                                      | Cali 2008           |
| Südamerikameisterin 2007                  | Lucélia de Oliveira Peres ( Brasilien)            | 34:11,95 min                                      | São Paulo 2007      |
| Asienmeisterin 2007                       | Kareema Saleh Jasim ( Bahrain)                    | 34:26,39 min                                      | Amman 2007          |
| Afrikameisterin 2008                      | Tirunesh Dibaba ( Äthiopien)                      | 32:49,08 min                                      | Addis Abeba 2008    |
| Ozeanienmeisterin 2008                    | 10.000-Meter-Lauf nicht im Meisterschaftsprogramm | 10.000-Meter-Lauf nicht im Meisterschaftsprogramm | Saipan 2008         |

## Rekorde

### Bestehende Rekorde
| Weltrekord         | 29:31,78 min | Wang Junxia ( Volksrepublik China) | Peking, Volksrepublik China  | 8. September 1993  |
| Olympischer Rekord | 30:17,49 min | Derartu Tulu ( Äthiopien)          | Finale OS Sydney, Australien | 30. September 2000 |

### Rekordverbesserungen
Im Rennen am 15. August wurden mehrere Rekorde aufgestellt.
- Olympischer Rekord:
  - 29:54,66 min – Tirunesh Dibaba, Äthiopien
- zwei Kontinentalrekorde:
  - 29:54,66 min (Afrikarekord) – Tirunesh Dibaba, Äthiopien
  - 30:22,22 min (Nordamerikarekord) – Shalane Flanagan, USA
- ein weiterer Landesrekord:
  - 30:26,50 min – Linet Chepkwemoi Masai, Kenia

## Doping
Es gab zwei Dopingfälle in dieser Disziplin.
- Der ursprünglichen Silbermedaillengewinnerin Elvan Abeylegesse, die als geborene Äthiopierin nun für die Türkei startete, wurde im März 2017 ihre Medaille wegen Dopingmissbrauchs aberkannt.[6]
- Die zunächst sechstplatzierte Russin Inga Abitowa wurde im September 2016 vom IOC wegen der Einnahme von unerlaubten Dopingmitteln disqualifiziert.[7] Die nachfolgenden Läuferinnen rückten um jeweils einen Rang bzw. zwei Ränge nach vorne.

Vor allem für die zunächst viertplatzierte Kenianerin Linet Chepkwemoi Masai, die davon ausgehen musste, eine Medaille verpasst zu haben, hatte der Dopingbetrug erhebliche Auswirkungen. Eine solche Enttäuschung ist auch mit der Zuerkennung der verdienten Medaille nach vielen Jahren nicht gutzumachen. Die Athletin konnte nicht an der Siegerehrung teilnehmen und auch bzgl. möglicher Fördergelder könnte es zu Einschränkungen gekommen sein.

## Ausgangslage
Favoritin für dieses Rennen war die Äthiopierin Tirunesh Dibaba. Sowohl 2005 als auch 2007 hatte T. Dibaba als Weltmeisterin triumphiert. Schon bei den letzten Weltmeisterschaften war die Überlegenheit der äthiopischen Läuferinnen nicht so groß gewesen wie erwartet. Die überraschende Vizeweltmeisterin Kara Goucher aus den Vereinigten Staaten und die ebenso überraschende WM-Dritte Jo Pavey aus Großbritannien waren auch hier in Peking dabei und gehörten zum Kreis der Medaillenanwärterinnen. Aber auch die beiden weiteren Äthiopierinnen im Feld wurden stark eingeschätzt. Dies waren Tirunesh Dibabas Schwester Ejegayehu Dibaba, WM-Dritte von 2005 und Silbermedaillengewinnerin der Olympischen Spiele 2004, sowie Mestawet Tufa. Zu rechnen war auch mit den Vertreterinnen aus Kenia, hier vor allem mit Linet Masai.

## Ergebnis

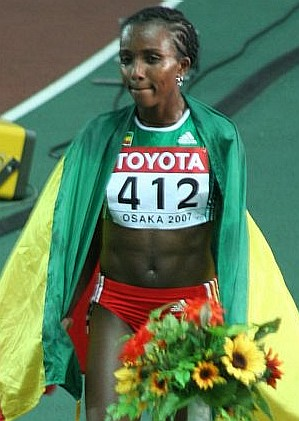
Hier gab es die erste von zwei Goldmedaillen in Peking für Tirunesh Dibaba

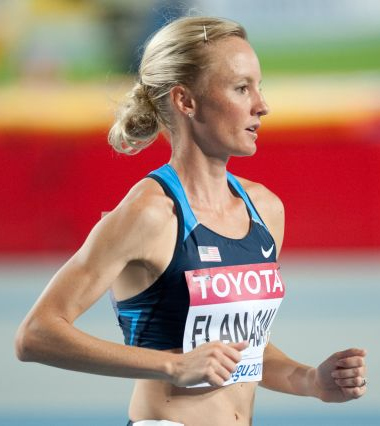
Überraschende Silbermedaillengewinnerin Shalane Flanagan

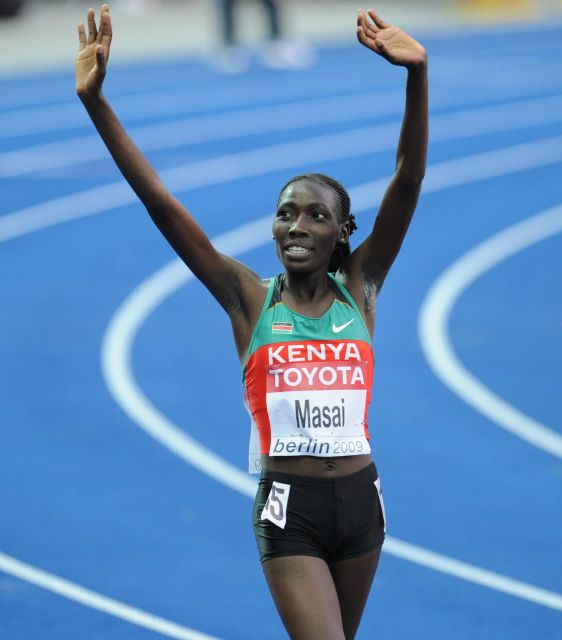
Bronze gab es für Linet Chepkwemoi Masai

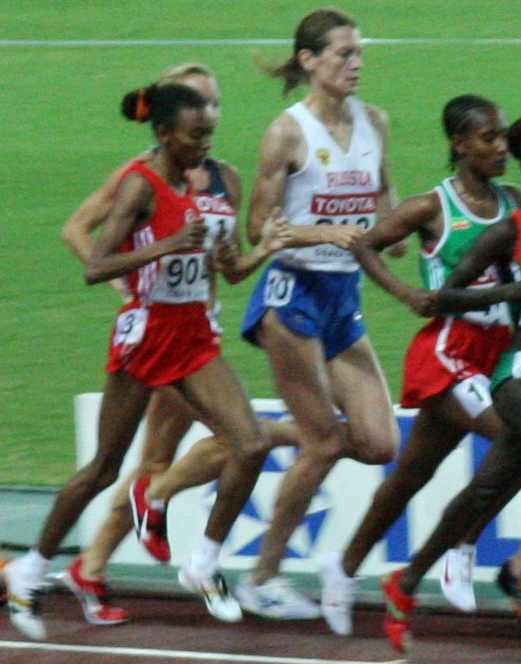
Die Olympiavierte Marija Konowalowa (hier in der Mitte zwischen kleineren Läuferinnen)

15. August 2008, 22:45 Uhr
| Zwischenzeiten      | Zwischenzeiten | Zwischenzeiten                                      | Zwischenzeiten |
| Zwischenzeit- Marke | Zwischenzeit   | Führende                                            | 1000-m-Zeit    |
| ------------------- | -------------- | --------------------------------------------------- | -------------- |
| 1000 m              | 3:00,46 min    | Lornah Kiplagat mit großer Spitzengruppe            | 3:00,46 min    |
| 2000 m              | 6:00,15 min    | Lornah Kiplagat mit großer Spitzengruppe            | 2:59,79 min    |
| 3000 m              | 9:03,83 min    | Lornah Kiplagat mit einer Spitzengruppe             | 3:03,68 min    |
| 4000 m              | 12:06,60 min   | Lornah Kiplagat mit einer Spitzengruppe             | 3:02,77 min    |
| 5000 m              | 15:09,98 min   | Lornah Kiplagat mit kleiner werdenden Spitzengruppe | 3:03,38 min    |
| 6000 m              | 18:12,85 min   | Lornah Kiplagat mit achtköpfiger Spitzengruppe      | 3:02,87 min    |
| 7000 m              | 21:14,46 min   | Tirunesh Dibaba mit dreiköpfiger Spitzengruppe      | 3:01,61 min    |
| 8000 m              | 24:09,40 min   | Tirunesh Dibaba                                     | 2:54,94 min    |
| 9000 m              | 27:06,02 min   | Tirunesh Dibaba                                     | 2:56,08 min    |
| 10.000 m            | 29:54,66 min   | Tirunesh Dibaba                                     | 2:48,64 min    |

| Platz | Name                   | Nation              | Zeit         | Anmerkung                            |
| ----- | ---------------------- | ------------------- | ------------ | ------------------------------------ |
| 1     | Tirunesh Dibaba        | Äthiopien           | 29:54,66 min | OR/AF                                |
| 2     | Shalane Flanagan       | USA                 | 30:22,22 min | NM                                   |
| 3     | Linet Chepkwemoi Masai | Kenia               | 30:26,50 min | NR                                   |
| 4     | Marija Konowalowa      | Russland            | 30:35,84 min | PB                                   |
| 5     | Lucy Wangui Kabuu      | Kenia               | 30:39,96 min | PB                                   |
| 6     | Lornah Kiplagat        | Niederlande         | 30:40,27 min |                                      |
| 7     | Kimberley Smith        | Neuseeland          | 30:51,00 min |                                      |
| 8     | Kara Goucher           | USA                 | 30:55,16 min | PB                                   |
| 9     | Kayoko Fukushi         | Japan               | 31:01,14 min |                                      |
| 10    | Joanne Pavey           | Großbritannien      | 31:12,30 min | PB                                   |
| 11    | Sabrina Mockenhaupt    | Deutschland         | 31:14,21 min | PB                                   |
| 12    | Ejegayehu Dibaba       | Äthiopien           | 31:22,18 min |                                      |
| 13    | Hilda Kibet            | Niederlande         | 31:29,69 min |                                      |
| 14    | Zhang Yingying         | Volksrepublik China | 31:31,12 min |                                      |
| 15    | Yōko Shibui            | Japan               | 31:31,13 min |                                      |
| 16    | Peninah Jerop Arusei   | Kenia               | 31:39,87 min |                                      |
| 17    | Tatjana Arjassowa      | Russland            | 31:45,57 min |                                      |
| 18    | Yukiko Akaba           | Japan               | 32:00,37 min |                                      |
| 19    | Bai Xue                | Volksrepublik China | 32:20,27 min |                                      |
| 20    | Anikó Kálovics         | Ungarn              | 32:24,83 min |                                      |
| 21    | Kate Reed              | Großbritannien      | 32:26,69 min |                                      |
| 22    | Nathalie De Vos        | Belgien             | 32:33,45 min |                                      |
| 23    | Preeja Sreedharan      | Indien              | 32:34,64 min |                                      |
| 24    | Amy Yoder Begley       | USA                 | 32:38,28 min |                                      |
| 25    | Dulce María Rodríguez  | Mexiko              | 32:58,04 min |                                      |
| 26    | Dong Xiaoqin           | Volksrepublik China | 33:03,14 min |                                      |
| 27    | Isabel Checa           | Spanien             | 33:17,88 min |                                      |
| DNF   | Asmae Leghzaoui        | Marokko             |              |                                      |
| DNF   | Mestawet Tufa          | Äthiopien           |              |                                      |
| DOP   | Elvan Abeylegesse      | Türkei              | 29:56,34 min | Resultat aberkannt im März 2017      |
| DOP   | Inga Abitowa           | Russland            | 30:37,33 min | Resultat aberkannt im September 2016 |
| DNS   | Nataliya Berkut        | Ukraine             |              |                                      |

## Rennverlauf
Der Wettbewerb wurde ohne Vorläufe als Finalrennen ausgetragen.
Das Rennen wurde von Beginn an extrem schnell gelaufen. Die ersten sieben 1000-Meter-Abschnitte lagen allesamt knapp über und einmal sogar unter drei Minuten. Die für die Niederlande startende gebürtige Kenianerin Lornah Kiplagat sorgte auf den ersten sechs Kilometern für dieses hohe Tempo, mit dem sie das Feld nach und nach immer weiter sprengte. So bildete sich eine Spitzengruppe mit Kiplagat, den drei Äthiopierinnen Ejegayehu Dibaba, Tirunesh Dibaba und Mestawet Tufa, den Kenianerinnen Lucy Wangui Kabuu und Linet Masai, der Russin Marija Konowalowa und der US-Amerikanerin Shalane Flanagan. Auch die später dopingbedingt disqualifizierten Elvan Abeylegesse und Inga Abitowa waren in dieser Gruppe dabei, sollen in dieser Beschreibung hier allerdings aufgrund ihrer Dopingbetrügereien nur eine untergeordnete Rolle spielen.
Nach dem sechsten Kilometer erlahmten bei Kiplagat die Kräfte. Sie überließ anderen die Führungsarbeit, konnte schließlich das Tempo nicht mehr weiter halten und verlor den Anschluss an die Spitze. Vorne wurde weiter Druck gemacht. T. Dibaba, Masai und Wangui Kabuu setzten sich ein wenig ab von Flanagan. Alle weiteren Läuferinnen aus der bis dahin bestehenden Gruppe verloren den Anschluss, Tufa gab das Rennen wenig später auf. Drei Kilometer vor dem Ziel wurde es ganz vorne sogar noch schneller. Nun gab es zwei 1000-Meter-Abschnitte mit Zeiten von ca. 2:55 Minuten. Einzig T. Dibaba hielt noch Anschluss an die gedopte Abeylegesse. Der letzte Kilometer wurde in 2:48,64 min zurückgelegt. Tirunesh Dibaba lief ganz überlegen zum Olympiasieg. Dahinter gab es mit Shalane Flanagan eine große Überraschung. Mit einem Rückstand von fast einer halbe Minute gewann sie – zunächst noch hinter der später disqualifizierten Abeylegesse – die Silbermedaille und verbesserte dabei ihren eigenen Nordamerika-Rekord um mehr als zehn Sekunden. Die für lange Jahre zunächst viertplatzierte Linet Masai wurde gut vier Sekunden hinter Flanagan in der Endwertung mit der Bronzemedaille belohnt. Marija Konowalowa belegte mit einem Rückstand von gut neun Sekunden auf Masai den vierten Platz vor Lucy Wangui Kabuu. Die lange führende Lornah Kiplagat kam auf den sechsten Platz vor der Neuseeländerin Kimberley Smith und Vizeweltmeisterin Kara Goucher.
Olympiasiegerin Tirunesh Dibaba unterbot erstmals seit dem Weltrekord der Chinesin Wang Junxia, aufgestellt bei den Weltmeisterschaften 1993, die 30-Minuten-Grenze und stellte damit einen neuen Olympia- und Afrikarekord auf. Sie gewann die dritte Goldmedaille für Äthiopien im 10.000-Meter-Lauf der Frauen nach Derartu Tulus olympischen Erfolgen 1992 und 2000.

Shalane Flanagan errang die zweite Medaille für die Vereinigten Staaten in diesem Wettbewerb nach Bronze für Lynn Jennings 1992 in Barcelona.

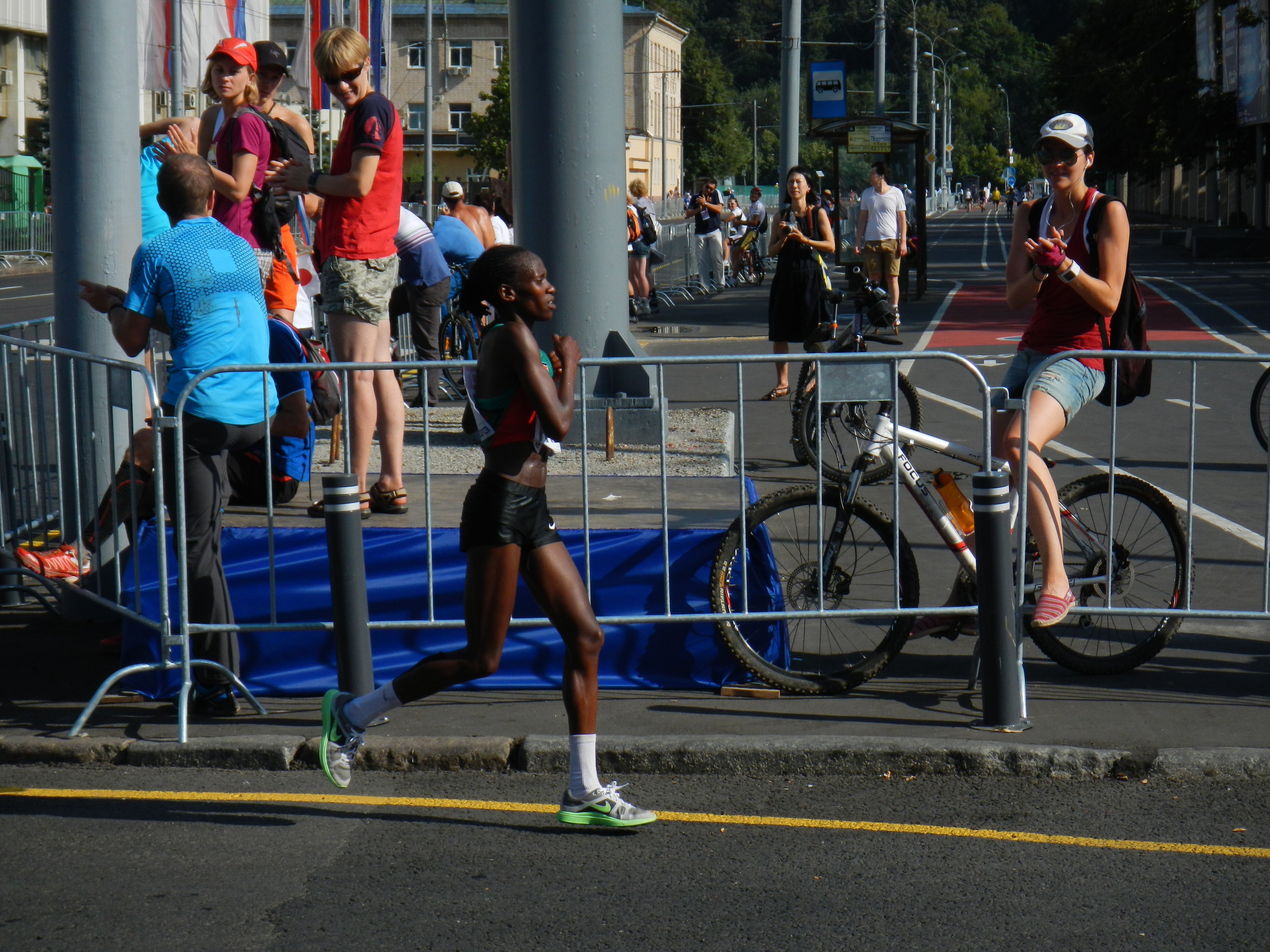
Lucy Wangui Kabuu – Platz fünf
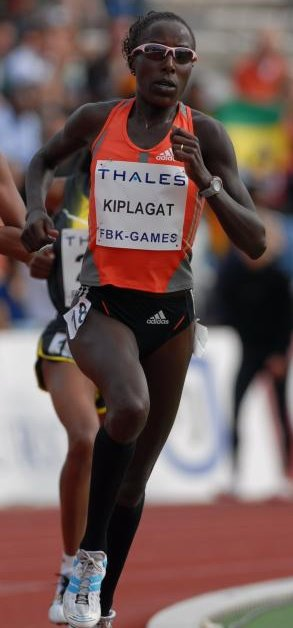
Lornah Kiplagat belegte Rang sechs
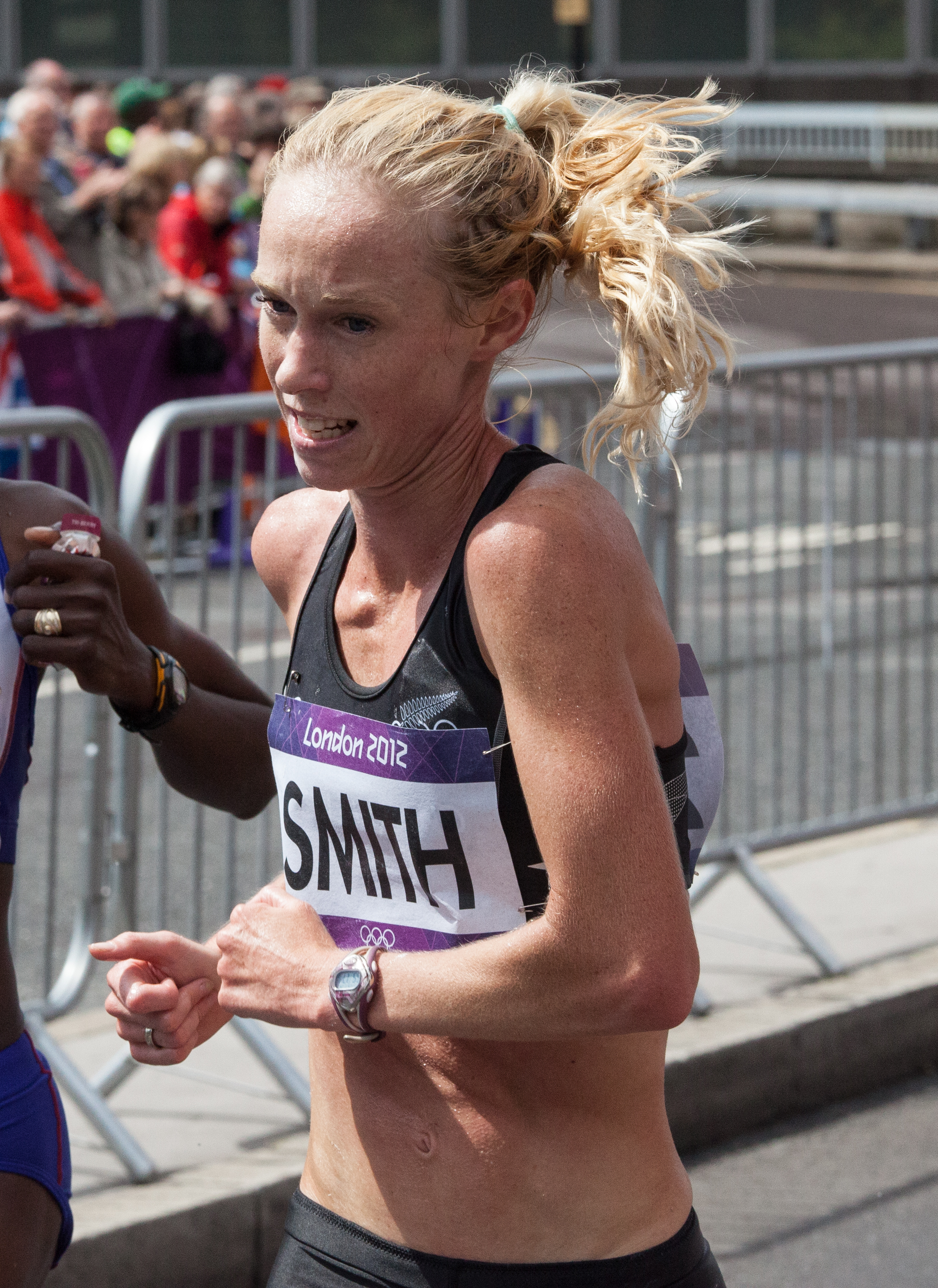
Kimberley Smith wurde Olympiasiebte
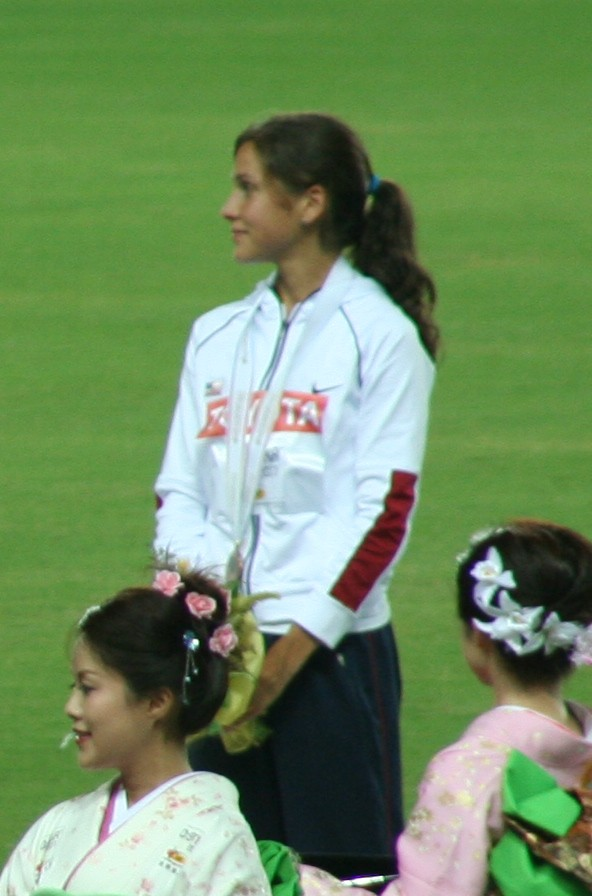
Kara Goucher kam auf den achten Platz
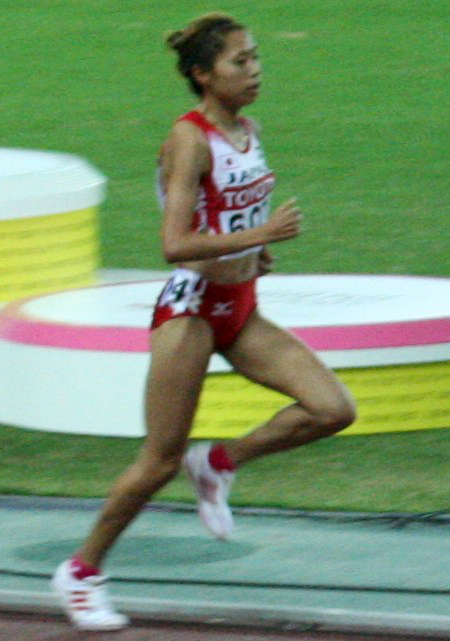
Platz neun für Kayoko Fukushi
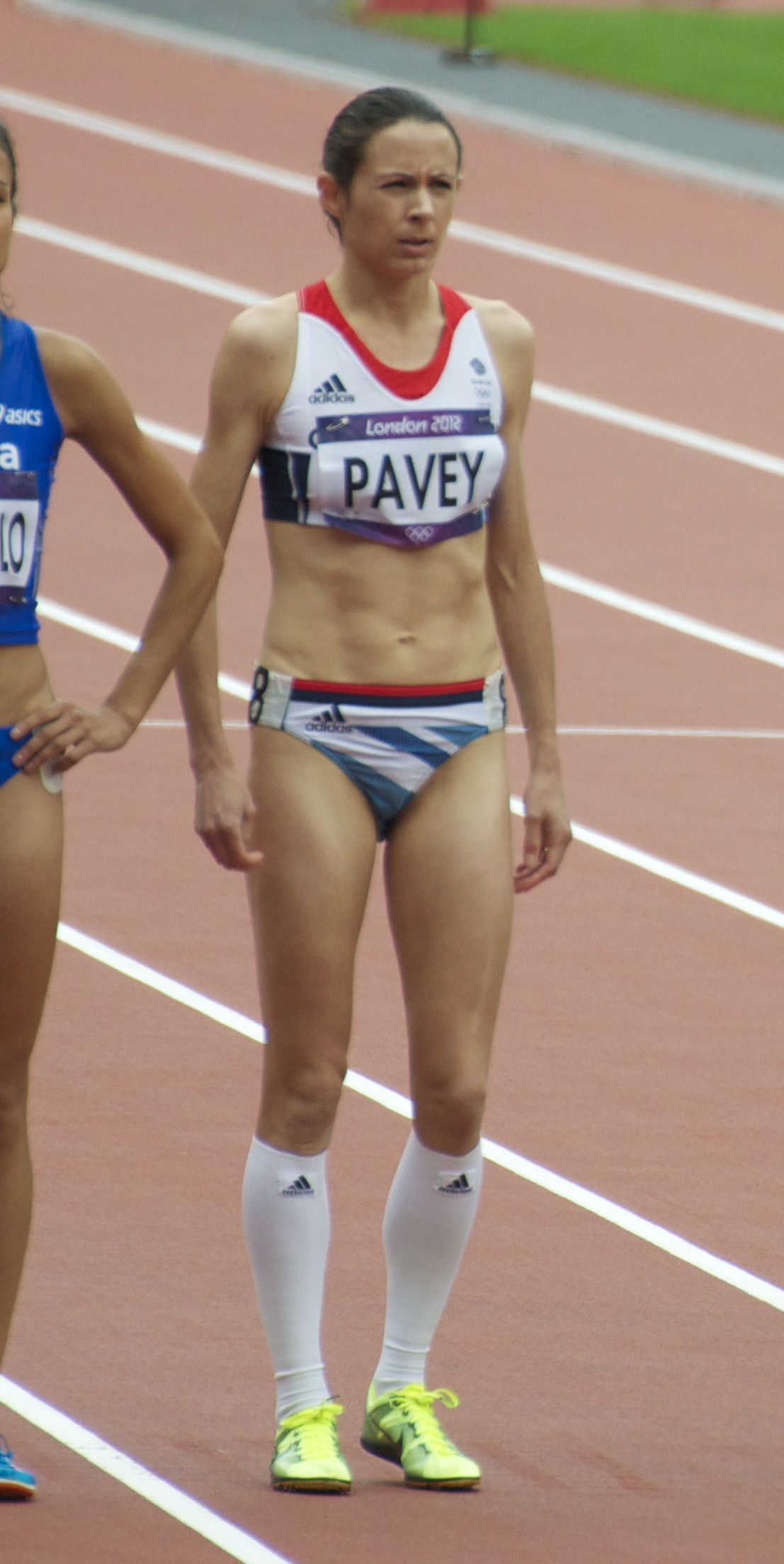
Joanne Pavey erreichte Platz zehn
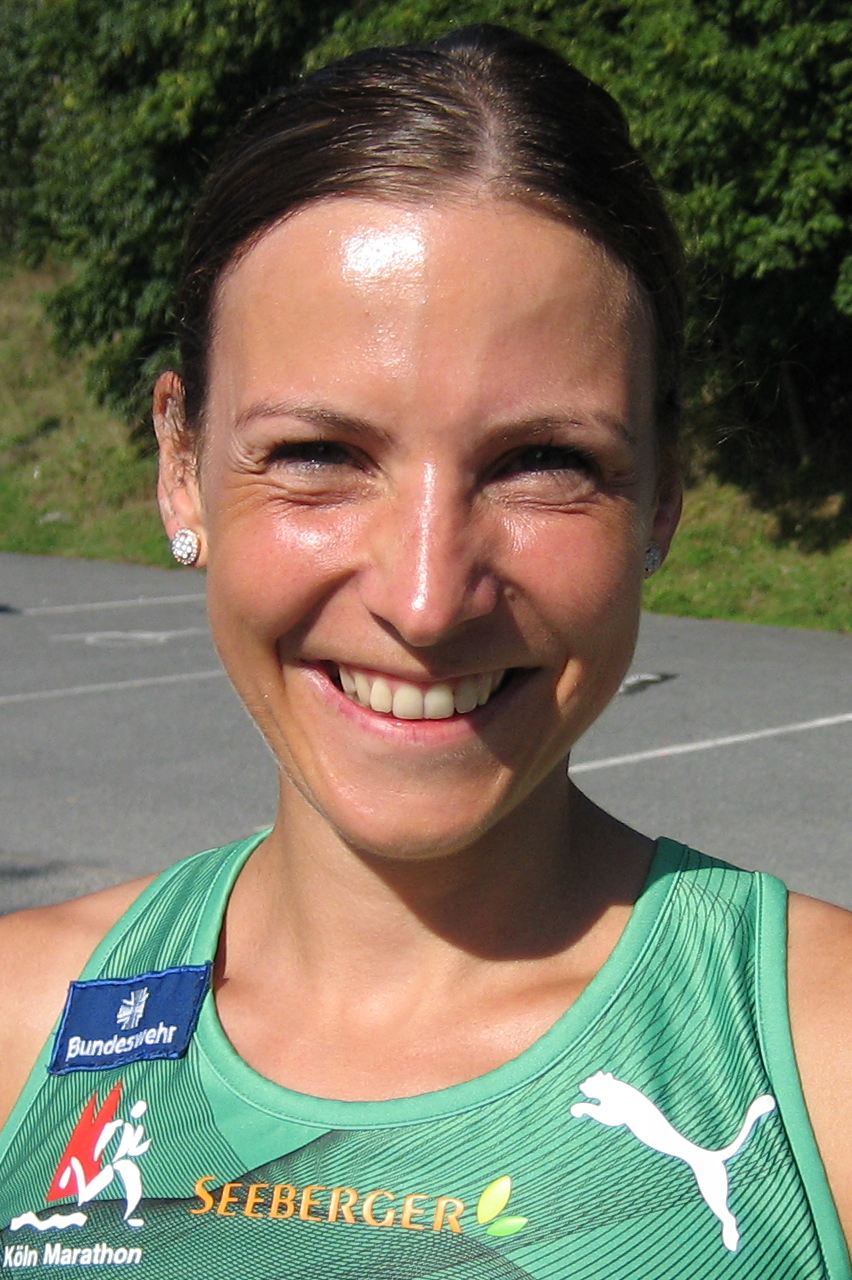
Die Olympiaelfte Sabrina Mockenhaupt
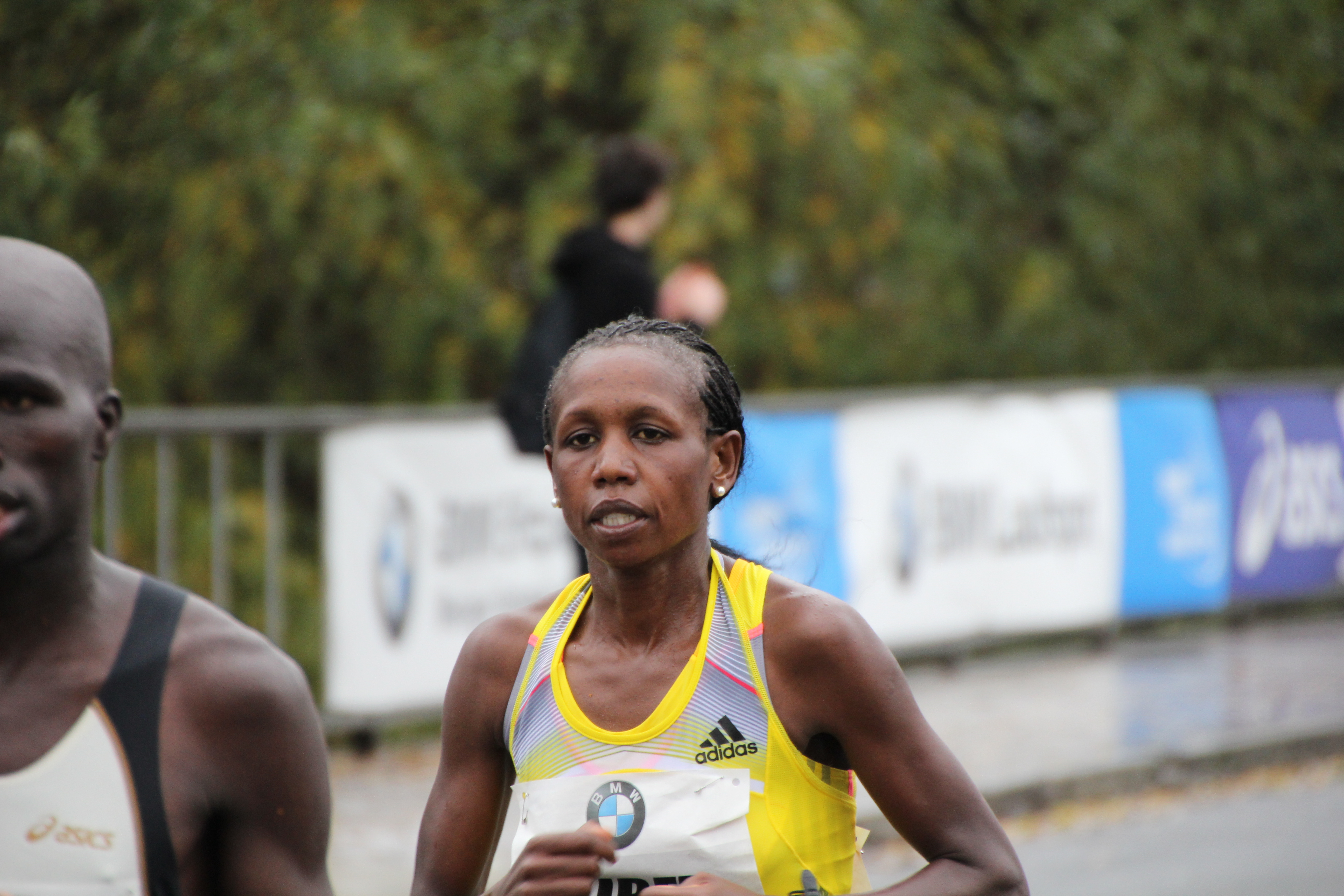
Hilda Kibet (hier während eines Marathonlaufs im Jahr 2013) – Platz dreizehn
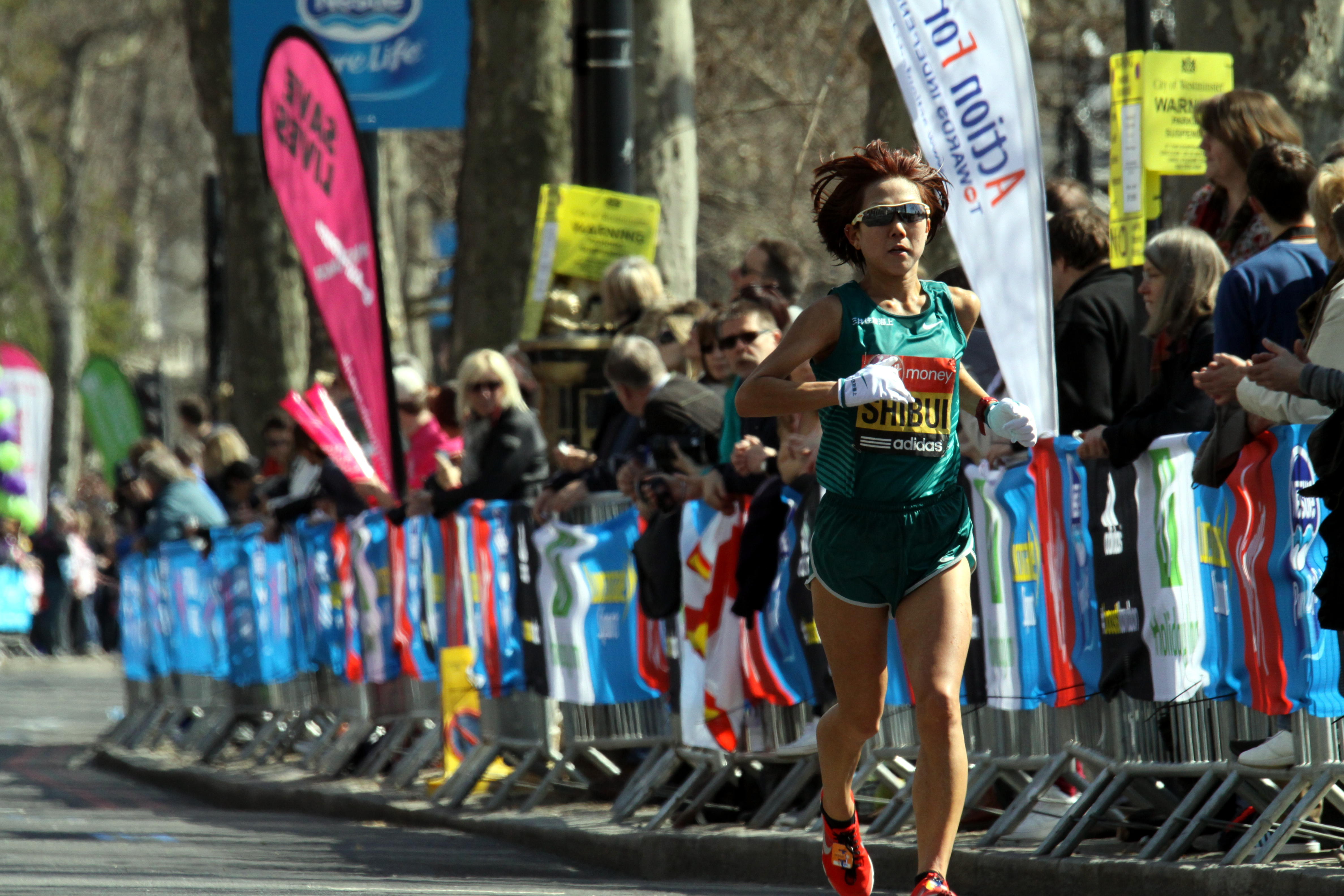
Yōko Shibui – Platz fünfzehn
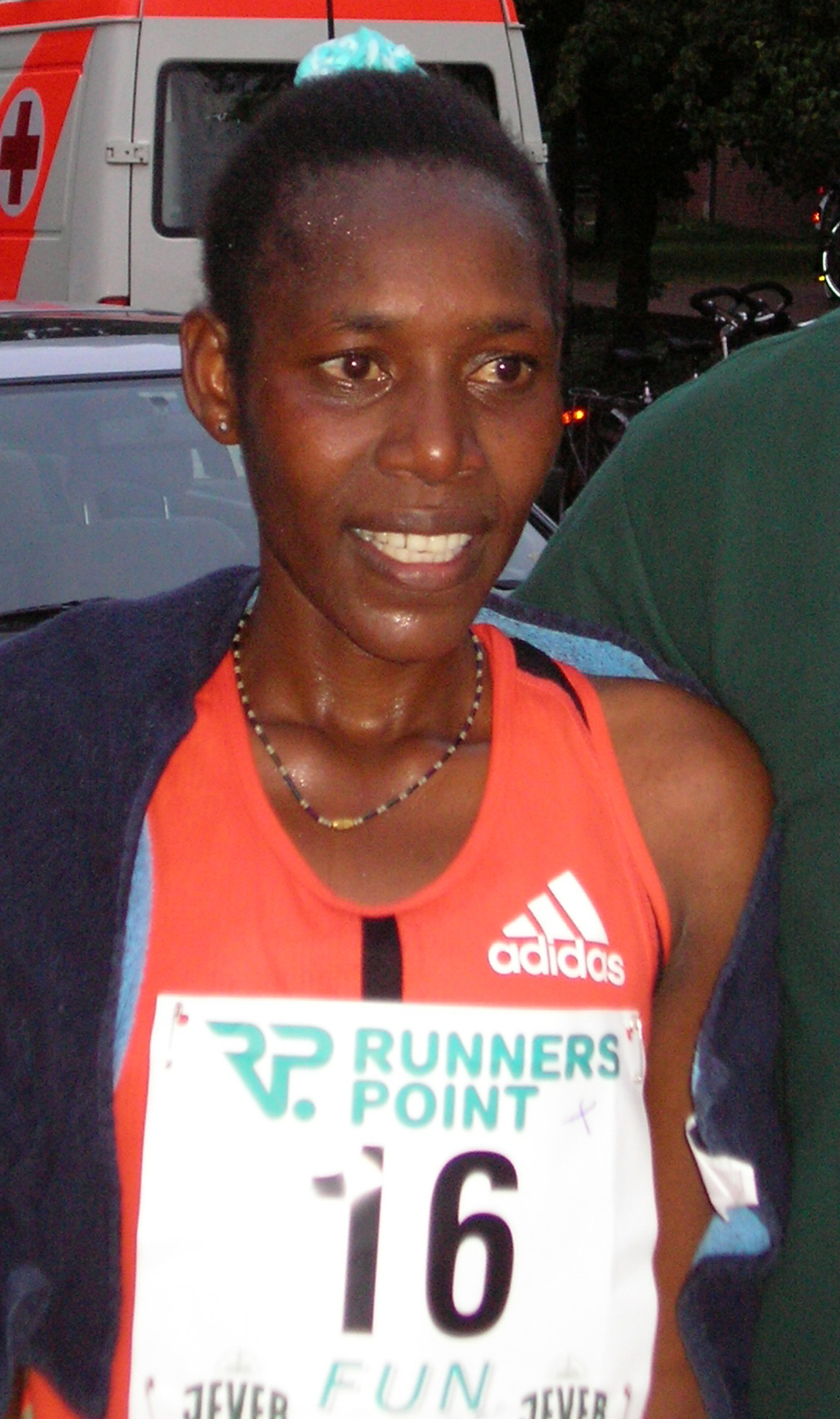
Peninah Jerop Arusei – Platz sechzehn
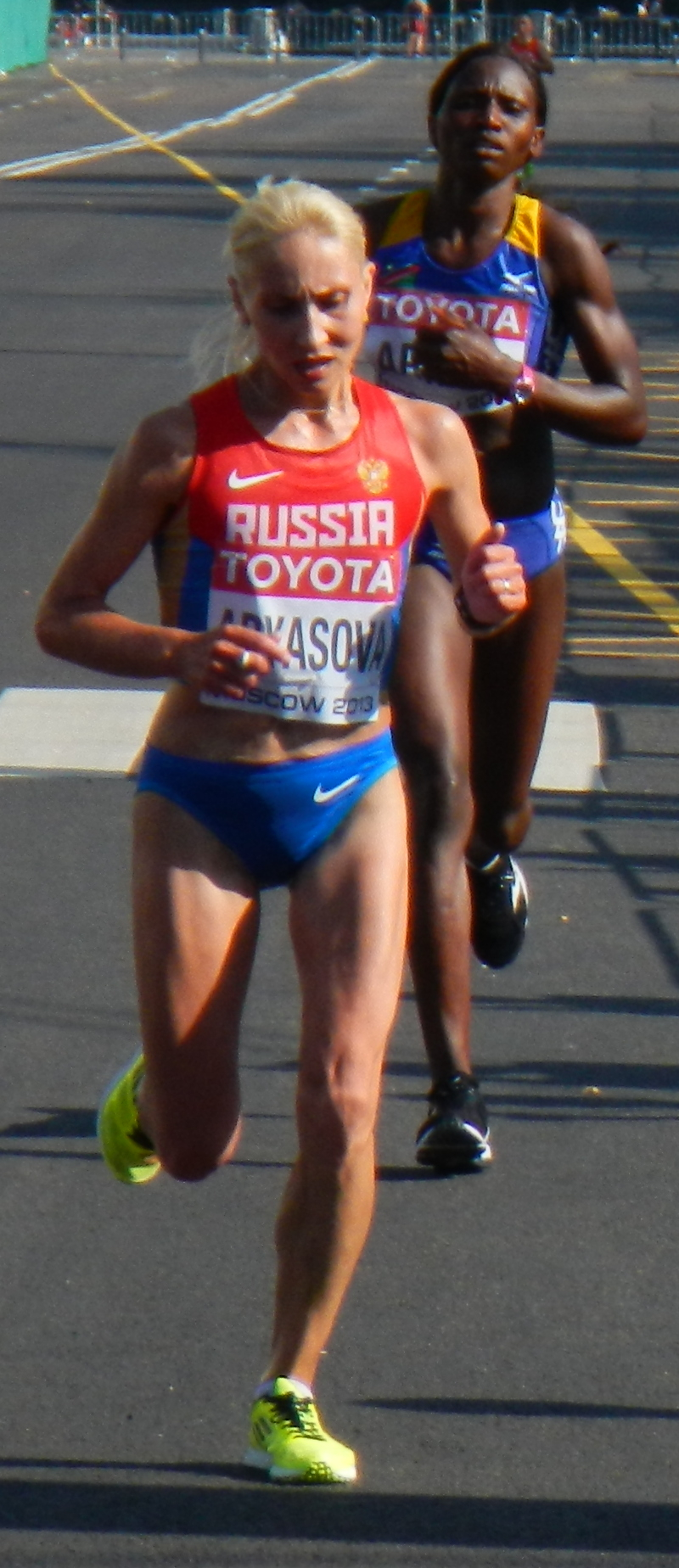
Tatjana Arjassowa – Platz siebzehn
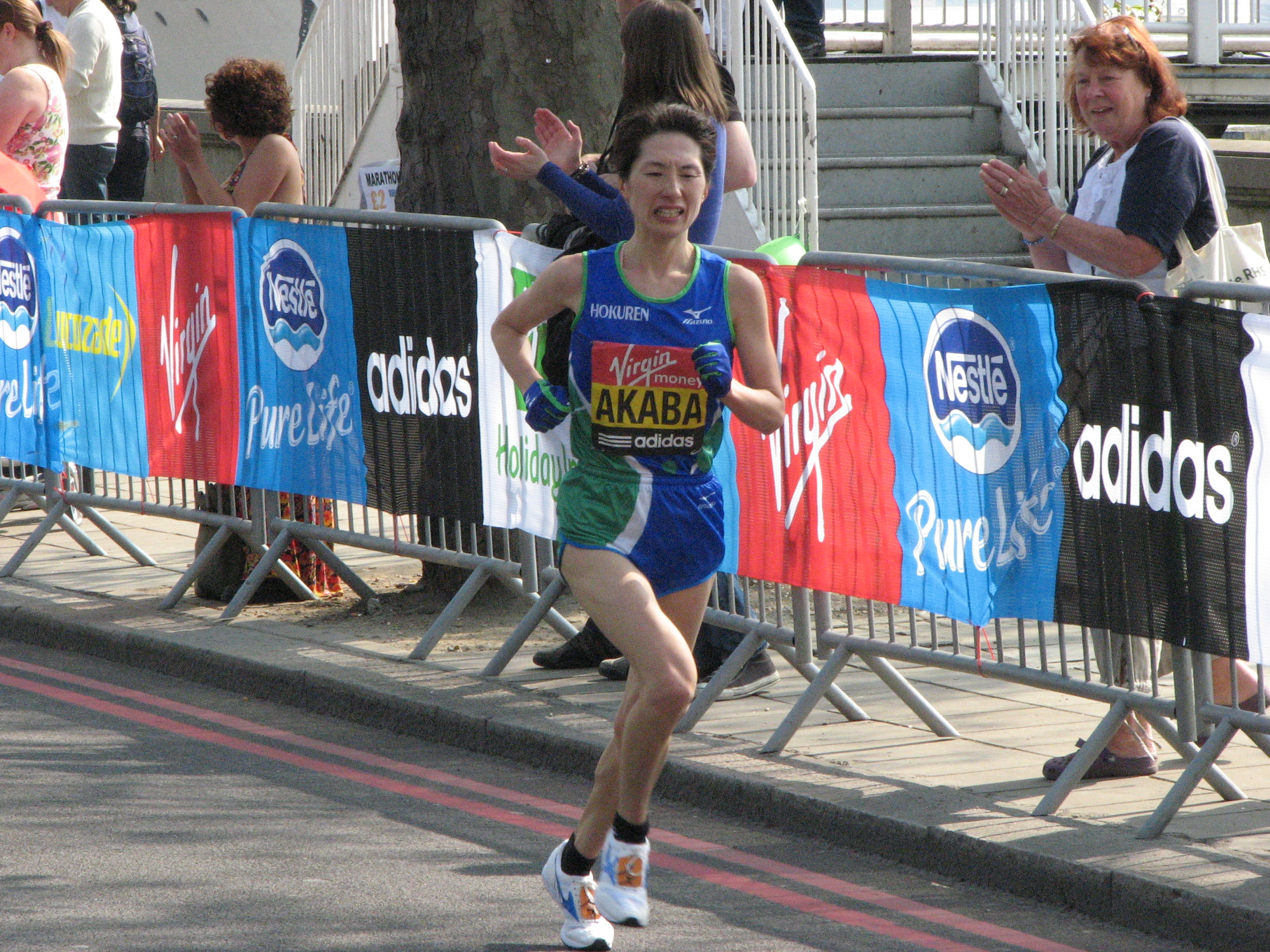
Yukiko Akaba – Platz achtzehn
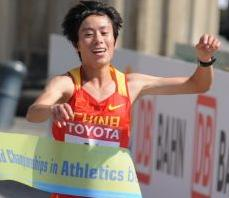
Bai Xue – Platz neunzehn
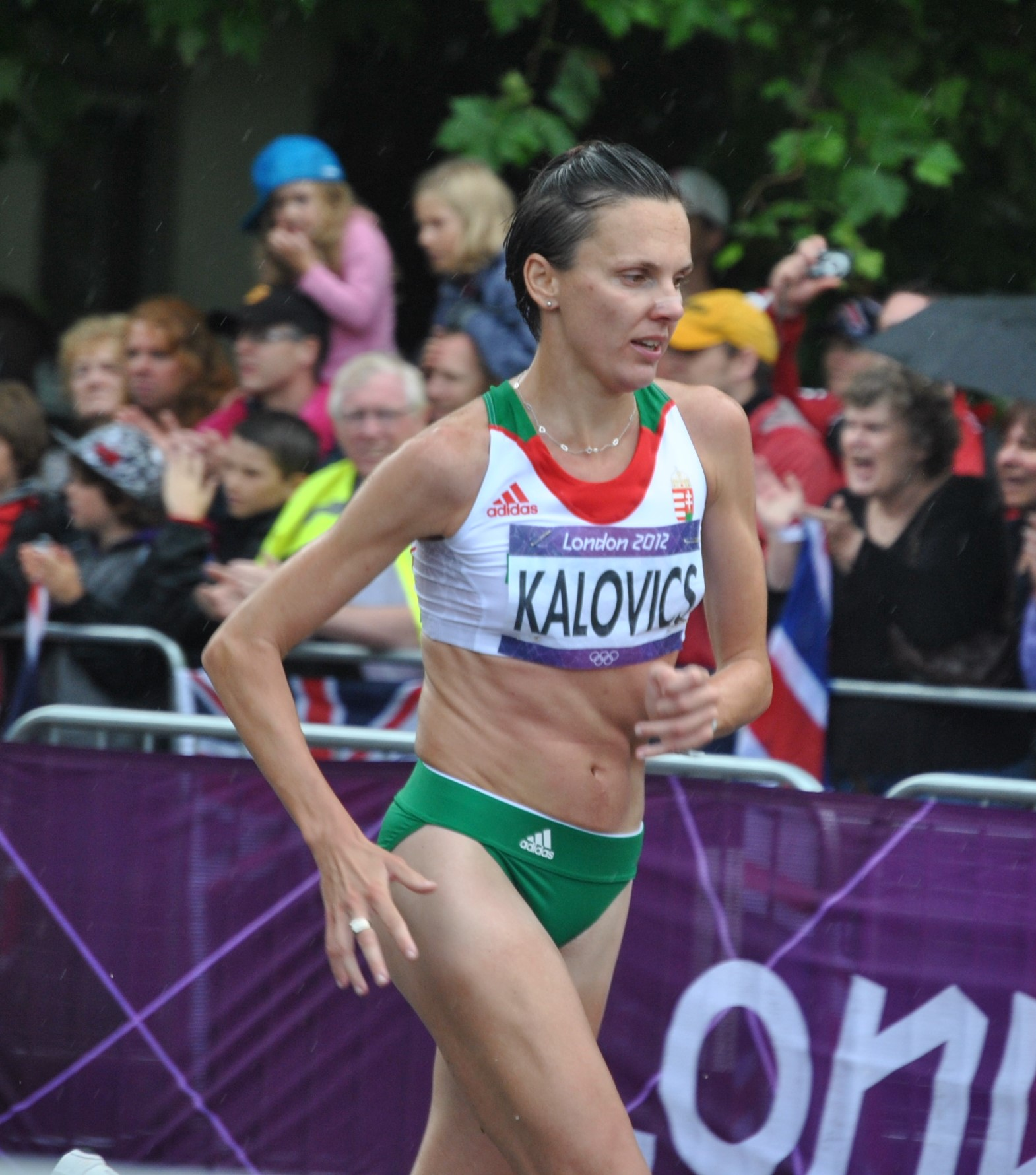
Anikó Kálovics – Platz zwanzig
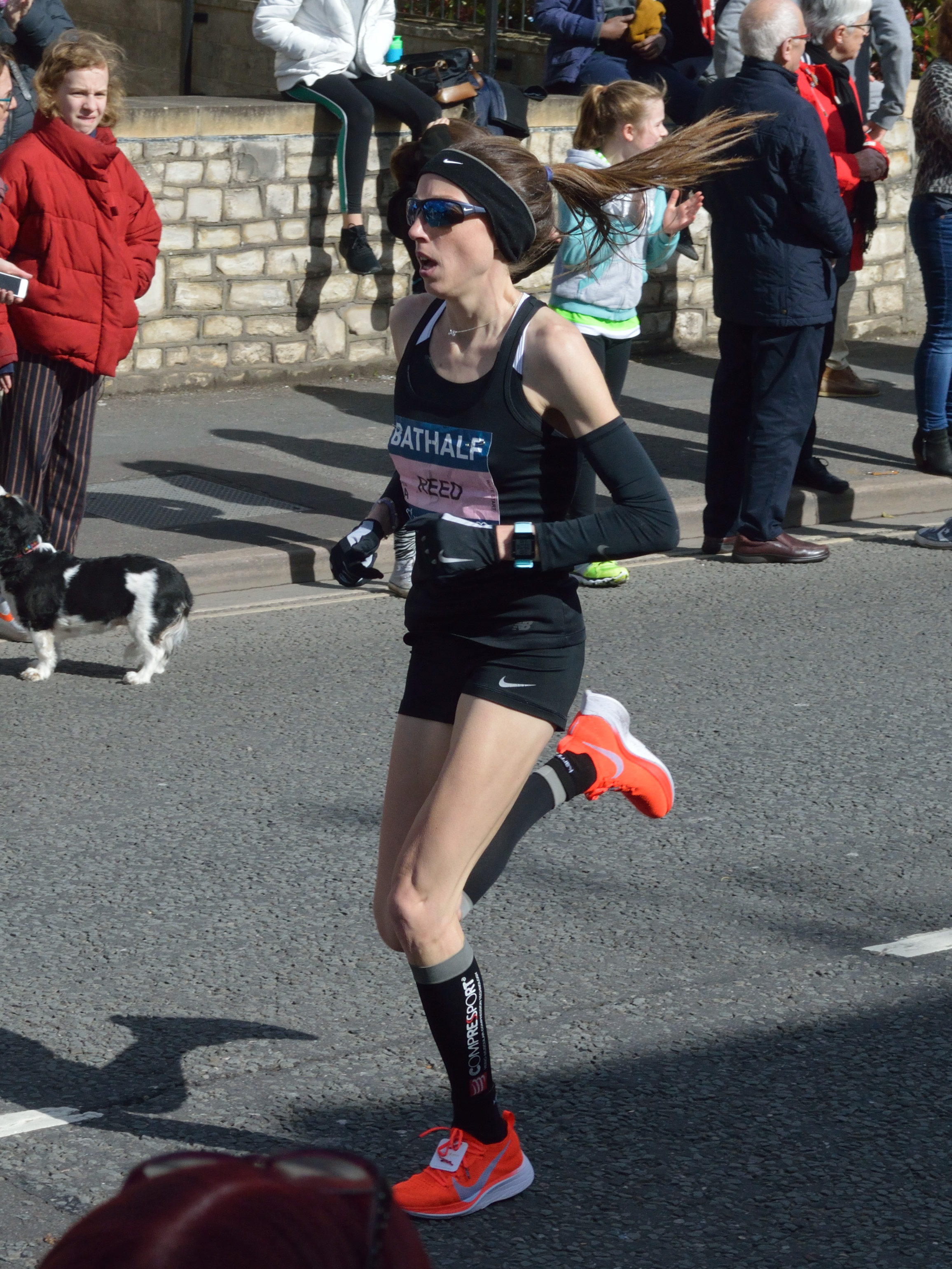
Kate Reed – Platz 21
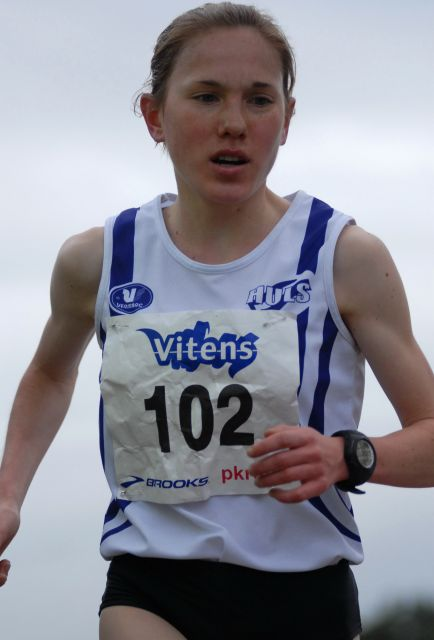
Nathalie De Vos – Platz 22
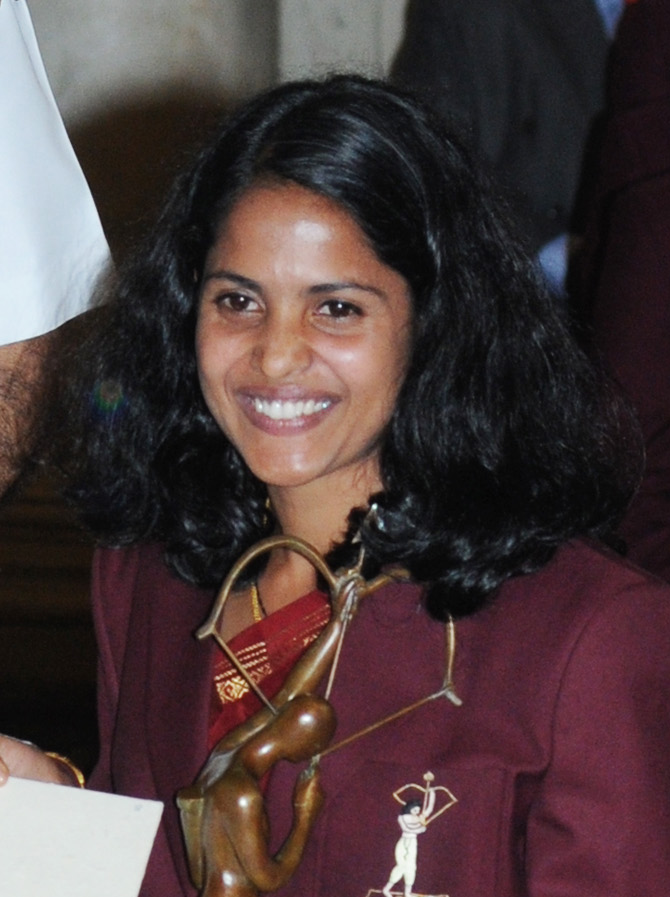
Preeja Sreedharan – Platz 23
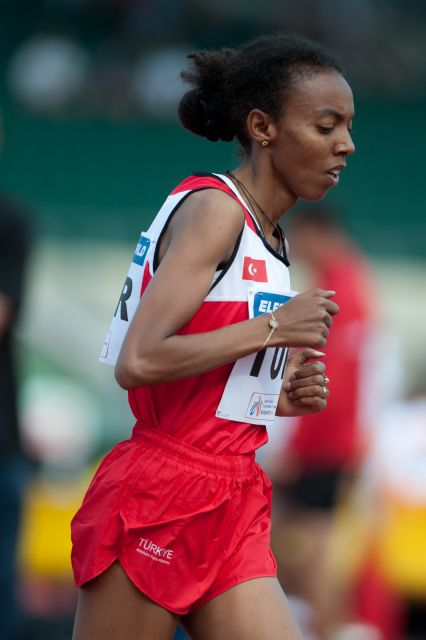
Elvan Abeylegesse – gedopt und 2017 disqualifiziert
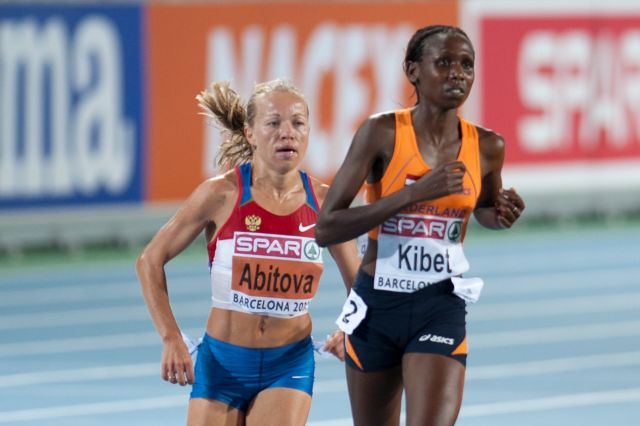
Inga Abitowa – gedopt und 2016 disqualifiziert

## Video
- ATHLETICS-10,000M WOMEN - FINAL, youtube.com, abgerufen am 13. März 2022